# Via Senese
Via Senese è una delle arterie più lunghe del comune di Firenze e ne attraversa alcuni sobborghi della periferia meridionale, come San Gaggio, fino al Galluzzo.

## Storia e descrizione
La via è l'antica direttrice cittadina che usciva verso sud, in direzione Siena, appunto, lungo la via Cassia Nova. Il nome della strada è piuttosto recente: prima si chiamava via Nazionale Romana, poiché era la strada che, prima della creazione dell'autostrada del Sole, portava verso Roma da Firenze. 
I borghi lungo la via senese sono molto antichi, anche se la maggior parte vennero rasi al suolo durante l'assedio di Firenze del 1529. 
La strada prende avvio dal piazzale di Porta Romana, proprio dalla porta che usciva dalle Mura. 
Al numero 13 un tabernacolo ha una Madonna col Bambino in terracotta invetriata, mentre all'angolo con via delle Campora un edificio basso sorge sul luogo dello Spedale di San Giuliano a Colombaia, antico punto di ricovero e ristoro per pellegrini e viandanti fondato nel 1363 da Paolo Boccucci dei Vettori. 
Di fronte al numero 27 è ancora visibile una stele funeraria romana, resa illeggibile dallo smog del traffico, della quale fu però trascritta l'epigrafe dall'archeologo Lopes Pegna nel 1974.

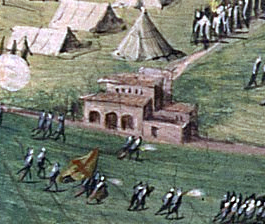
Le fonti di via Senese nell'affresco dell'Assedio di Firenze

All'angolo con l'antica via S. Ilario a Colombaia, già Lari a Colombaia, vi sono le Fonti a Colombaia, anche dette Le Fonticine, ed un cippo miliare che indica i 2 km da Palazzo Vecchio. 
L'edificio è ben riconoscibile nell'affresco dell'Assedio di Firenze presente nella sala di Clemente VII a Palazzo Vecchio, e risulta essere di "antichissima costruzione fatto a guisa di portico che ha all'interno una fonte ed un pubblico lavatojo. Di questa fonte, che diede il nome alla località, si trovano ricordi in numerose provvisioni della Repubblica, la più antica delle quali è del novembre 1294 e si riferisce ad uno stanziamento di lire 100 per restaurarla."
Quindi è certamente uno degli edifici più antichi di Firenze, costruito ben prima di Palazzo Vecchio di cui i lavori cominciarono nel 1298. Sulle arcate si trovano gli stemmi degli Ufficiali della Torre, che erano responsabili per gli edifici pubblici.
Poco oltre, quasi di fronte al numero 57, vi é un'altra stele funeraria romana. Anche di questa, per fortuna, il Lopes Pegna né pubblicò la trascrizione prima che venisse definitivamente erosa dallo smog viario.
Al 68 si trova villa Romana, già appartenuta all'artista tedesco Max Klinger e oggi importante centro culturale della comunità tedesca a Firenze, come casa per giovani artisti teutonici che qui possono passare un anno di studio e di lavoro. 
Nel punto più alto della strada, sulla collina di San Gaggio in antico detta Cajo, si intravedono i resti malconci dell'antico monastero di San Gaggio, fondato da Jacopo di Barone de' Rossi che offrì un lascito testamentario di 3000 fiorini per la fondazione di un monastero femminile. Dall'altro lato della strada esisteva già un altro monastero dedicato a santa Caterina d'Alessandria e le due pie istituzioni si unirono nel 1353, sotto la comune regola agostiniana. Importante centro culturale della periferia fiorentina, ospitò santa Caterina da Siena e ben tre papi, in sosta prima di arrivare in città: Martino V, Pio II e Leone X. Abbellito dalla famiglia Corsini, con la soppressione del 1809 per il monastero ebbe inizio una lunga decadenza, fu danneggiato anche da un terremoto e ridotto a centro per sfrattati nell'epoca fascista. Tale uso rimase fino al 1971, per venire poi semi-abbandonato. 

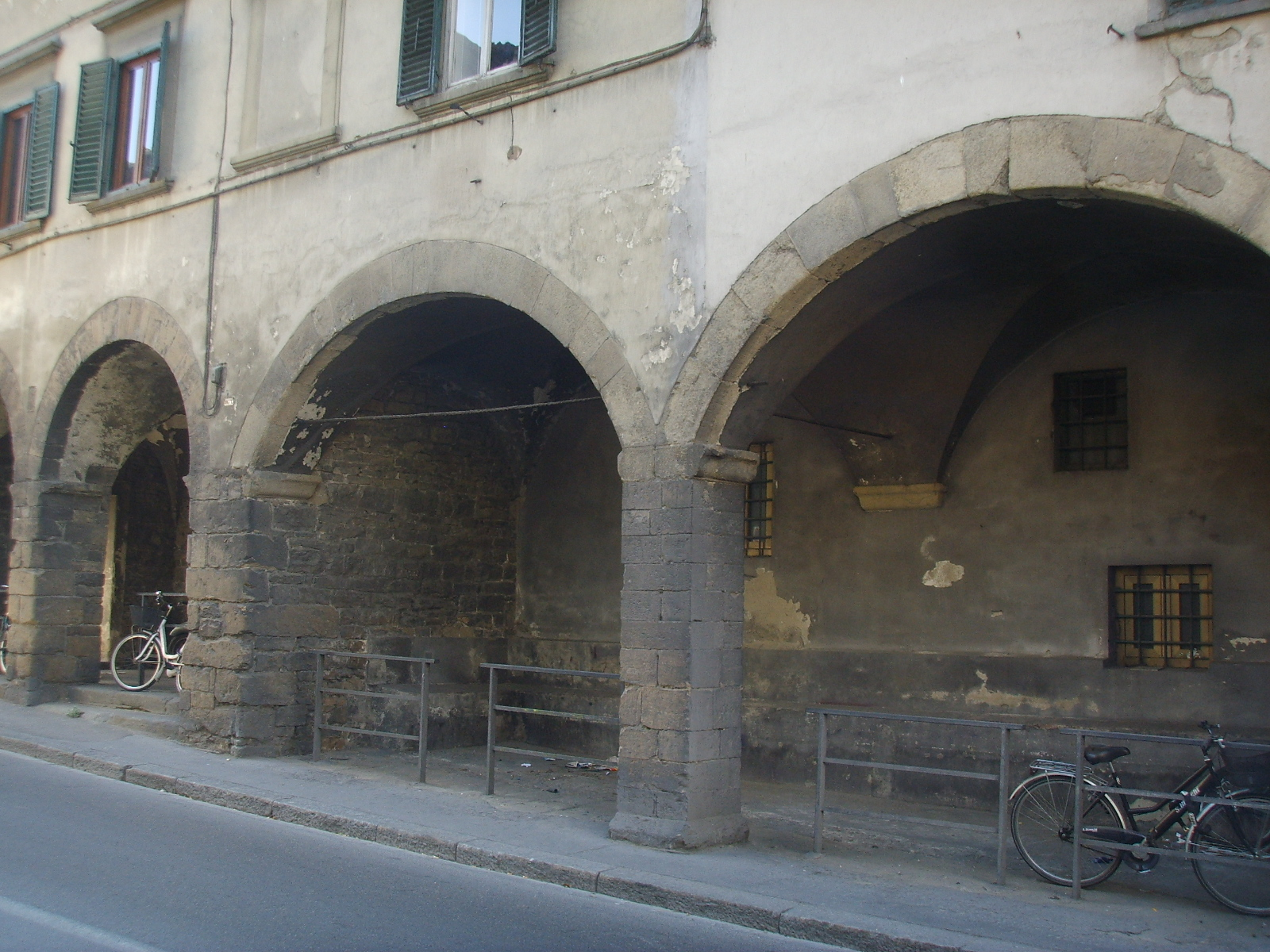
Le Fonti in via Senese

Nel tratto successivo si incontrano la chiesa di San Leone Magno (1887) e una lapide che ricorda una sosta di Garibaldi, nel 1866. 
Più avanti, sul lato destro, si incontra il Cimitero degli Allori.
Fra il 1890 e il 1935 la strada ospitò i binari della tranvia del Chianti, che collegava Firenze con San Casciano in Val di Pesa e Greve in Chianti.